# Homalospermum
Homalospermum é um género botânico pertencente à família Myrtaceae.